# CeCILL
La CeCILL (acrónimo en francés de "CEA CNRS INRIA Logiciel Libre") es una licencia francesa de software libre adaptada tanto a leyes francesas como a los diversos tratados internacionales y compatible con la licencia GNU GPL.
Esta licencia fue desarrollada conjuntamente por varias agencia francesas: el Commissariat à l'Énergie Atomique (Comisión de Energía Atómica), el Centre national de la recherche scientifique (Centro Nacional para la Investigación Científica) y el Institut national de recherche en informatique et en automatique (Instituto Nacional para la Investigación en Información y Automatización). Fue anunciada en prensa el 5 de julio de 2004 en un comunicado conjunto de CEA, CNRS y INRIA.
Ha obtenido el apoyo del Grupo de Usuarios Linux de Francia y del Ministerio de Función Pública, actualmente está siendo valorada a nivel europeo.

## CeCILL Versión 2
La segunda versión de esta licencia se ha desarrollado después de consultar a los usuarios de Linux que hablan Francés, la Asociación de usuarios de Software Libre, la Asociación para la Promoción e Investigación en Informática Libre (Association pour la Promotion et la Recherche en Informatique Libre) y a la Fundación de Software Libre; Fue liberada el 21 de mayo de 2005. De acuerdo con CeCILL FAQ, no hay diferencias importantes en el propósito o razón de ser esta licencia, las diferencias radican en los términos de uso.    
La diferencia más notable en la versión 2 de CeCILL es el hecho de que el texto en inglés no fue aprobado como un borrador de una traducción (como ocurría en la primera versión CeCILL), sino como un texto auténtico, además de la versión francesa que igualmente son auténticos (Esto hace a la licencia CeCILL mucho más fácil de aplicar a nivel internacional, ya que el costo de producir una traducción oficial, en cualquier tribunal internacional será menor con la ayuda de un segundo texto auténtico de referencia, esto si dichos tribunales requieran de una traducción de un idioma nacional oficial antes de tomar cualquier decisión).      
La segunda diferencia se basa en la relación de la versión 2 de GNU GPL, con la versión 2 de CeCILL, ambas son ahora totalmente compatibles, esto se define más explícitamente en la precisión del uso del título y del nombre exacto al de la Fundación de Software Libre, para evitar todas las posibles variaciones de los términos de la GPL v2. Se agregaron algunas definiciones adicionales para definir con mayor precisión los términos con menos ambigüedad. Con estos cambios, CeCILL es ahora totalmente realizable, de acuerdo con las normas de la OMPI y la legislación francesa, sin los problemas legales que aún se están quedando en la v2 de GPL fuera de EE. UU. En otras palabras, CeCILL realmente hace cumplir la licencia de GPL v2 a nivel internacional mediante la consolidación de ambigüedades, sin perder su compatibilidad.      
La versión 2.1 ha sido liberada en junio del 2013.

## La Protección Internacional y la Aprobación de la Licencia CeCILL
Tener en cuenta que la licencia CeCILL v1 ya ha permitido su sustitución por la licencia CeCILL v2, por lo cual, todo el software previo con licencia de CeCILL v1 en el 2004 adquirió la licencia CeCILL v2 con términos legales exigibles como auténtico, no solo en idioma francés sino que también en inglés.
El hecho de que esta licencia este protegidas por los centros públicos de investigación de gran renombre (en Francia el INRIA, miembro fundador del consorcio internacional W3 y el CEA comisión base de la energía atómica), que las utilizan para publicar su propio código abierto y su software libre, y también por organizaciones gubernamentales críticas, (que también están trabajando en ámbitos tales como los sistemas militares y de defensa) da mucha más seguridad que solo usar la licencia GPL, ya que oficialmente está soportada por un gobierno que es miembro importante de la OMPI, y por una ley que si puede cumplirse. Esto también significa que todos los tratados internacionales relacionados con la protección de los derechos de propiedad intelectual se aplican a todos los productos que tengan licencia CeCILL y esto da paso a que puedan hacer cumplir dicha ley en todos los países que han firmado alguno de los tratados internacionales regulados por la OMPI. Sin embargo, esto también deja abierta la posibilidad de que el gobierno francés en un futuro haga una versión de la licencia CeCILL que no sea libre y que tenga ciertas restricciones.      
La licencia CeCILL está aprobada como una licencia de "software libre" por la FSF con la que los fundadores del proyecto CeCILL han trabajado. Desde la versión 2.1, CeCILL también está aprobada por la Open Source Initiative como una licencia "Open Source".

## Otras licencias CeCILL
El proyecto CeCILL también añade otras dos licencias:
- CeCILL-B, que es totalmente compatible con las licencias de tipo BSD (BSD, X11, MIT), que tienen un fuerte requisito de atribución (que va mucho más allá que un simple aviso de copyright), un requisito que normalmente no es permitido por la propia GPL (que lo describe como un requisito de publicidad), y que por esto puede ser incompatible con la licencia CeCILL original si se integran los componentes de tipo BSD, a menos que el software utilice un esquema de licenciamiento dual y se ajusta a los términos de la licencia de todos los componentes integrados.
- CeCILL-C, utilizada para la parte del software, que sea totalmente compatible con la licencia LGPL de la FSF.

Estas dos licencias también se han definido para que las licencias de tipo BSD y LGPL de la FSF sean ejecutadas internacionalmente bajo las normas de la OMPI.

## Orígenes y Aplicaciones
Aunque las tres licencias CeCILL fueron desarrolladas y utilizadas para los sistemas de investigación franceses estratégicos (en el ámbito de la defensa, sistemas de lanzamiento espacial, la investigación médica, la meteorología o climatología y diversos dominios de la física fundamental o aplicada), estas también fueron creadas para ser utilizadas por el público en general o cualquier otra organización comercial o sin fines de lucro, incluyendo de otros gobiernos, simplemente porque sus componentes de software necesitan y usan (o están integrados con) sistemas que fueron lanzados inicialmente con un código abierto o licencia libre y están operados por organizaciones que también tienen un estatus comercial.
Sin estas licencias, estos sistemas no podrían haber sido construidos, usados y protegidos legalmente contra diversas reclamaciones de patentes internacionales. Debido al enorme costo de estos sistemas estratégicos franceses, un sistema de licencias muy fuerte era absolutamente necesario para ayudar a proteger estas inversiones contra reclamaciones ilegítimas por otras terceras partes comerciales y una de las primeras necesidades era hacer que el código abierto fuera conocido y las licencias libres totalmente compatibles y protegidas por la ley francesa y los numerosos tratados internacionales ratificados por Francia.

## Jurisdicción y Tribunales Internacionales
La referencia explícita al derecho francés y un tribunal francés en las licencias CeCILL no limita los usuarios, que todavía pueden elegir una jurisdicción de su elección por mutuo acuerdo para resolver cualquier litigio que puedan experimentar. Se utilizará la referencia explícita a un tribunal francés sólo si no es posible llegar a un acuerdo mutuo; esto resuelve inmediatamente el problema de la competencia de las leyes (algo que la licencia de tipo GPL no resuelve de una manera limpia, excepto cuando todas las partes de un litigio se encuentran en los EE. UU.). Por ejemplo, si se produce un conflicto entre un licenciante y un licenciatario, que están a la vez en los EE. UU., es posible seleccionar una jurisdicción de Estados Unidos para resolverlo (pero si las partes están en diferentes estados de los EE. UU. y no se ponen de acuerdo con la jurisdicción competente de un estado del mismo país, ellos podrán buscar una corte federal estadounidense competente, si esto aún no funciona, la última instancia estará en París).
El coste de los procedimientos jurídicos en Francia a menudo son mucho más bajos que los mismos procedimientos en los Estados Unidos, pero la duración de estos procedimientos puede ser bastante largo (por lo que todavía existe el interés de seleccionar un tribunal competente para todos los litigios o conflictos posibles, antes de que la corte francesa por defecto se vea implicada). Sin embargo, las decisiones de un Tribunal de Comercio francés son internacionalmente exigibles en todos los miembros de la OMPI de acuerdo a los tratados internacionales. En muchos casos la duración de los procedimientos legales (y el alto costo) son las razones de no poder encontrar una jurisdicción competente y que demuestre una buena capacidad de gestión.